# Alberada de Buonalbergo
Alberada de Buonalbergo (n. cca. 1033 – d. iulie 1122) a fost prima soție a normandului Robert Guiscard, duce de Apulia (1059–1085), cu care s-a căsătorit în 1051 sau 1052, pe cînd el era doar un baron de mică însemnătate din Calabria, însă aflat în plină ascensiune.
Alberada era tânăra mătușă a seniorului Gerard de Buonalbergo. Ca zestre, ea i-a adus lui Guiscard un număr de 200 de cavaleri. Ea a fost mama a doi copii: o fiică, Emma, mamă a lui Tancred de Taranto (viitorul principe de Galileea), și un fiu, Boemund (viitorul principe de Antiohia). În 1058, după ce papa Nicolae al II-lea a înăsprit condițiile dreptului canonic cu privire la chestiunea consanguinității, Guiscard a repudiat-o pe Alberada în favoarea unei căsătorii mai avantajose la acel moment, cea cu Sichelgaita, sora principelui Gisulf al II-lea de Salerno. Cu toate acestea, despărțirea a fost amiabilă.

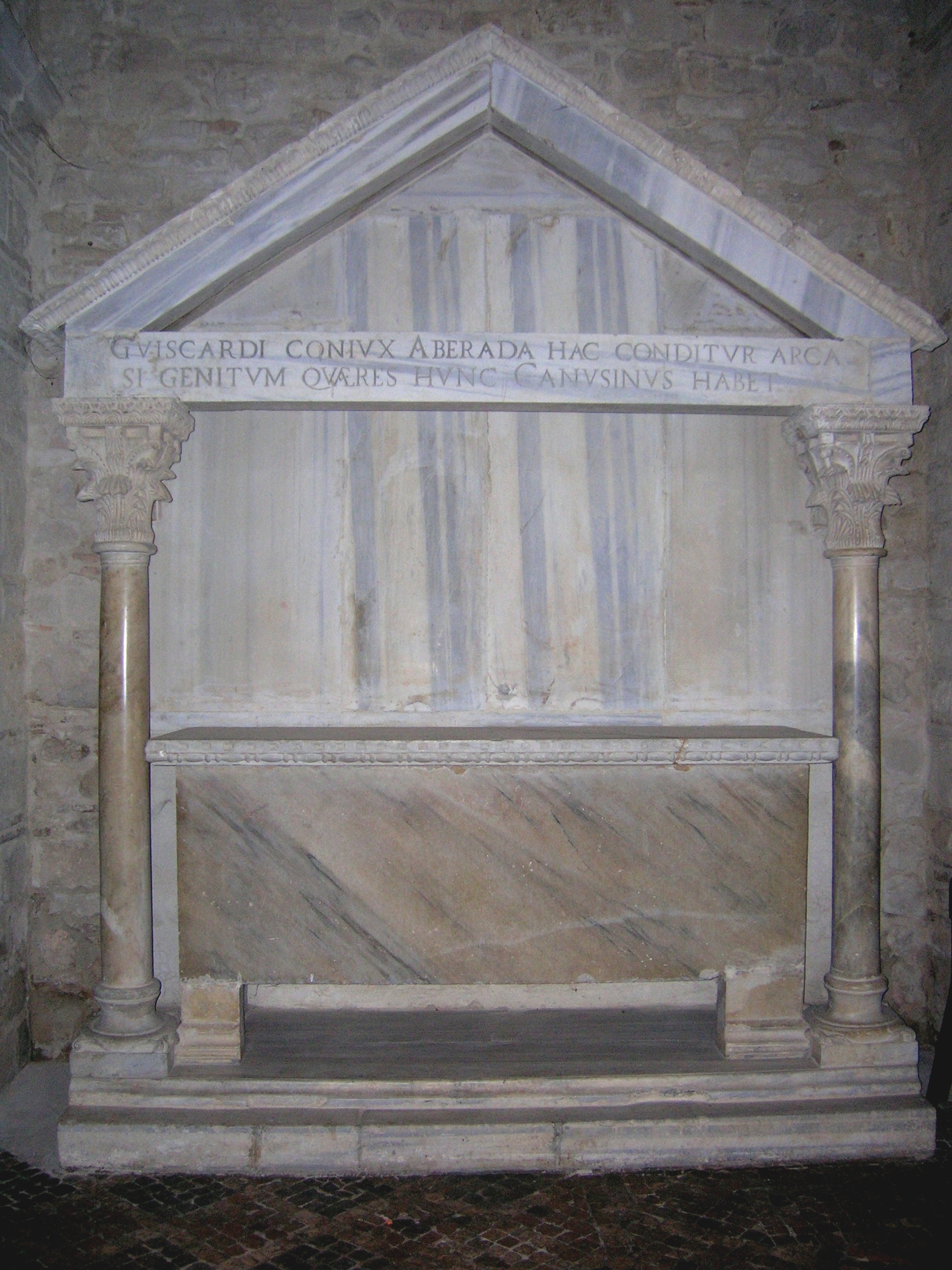
Mormântul Alberadei, abația Sfintei Treimi din Venosa.

Alberada era încă în viață în momentul morții fiului ei Bohemond în martie 1111 și s-a stins la o vârstă foarte înaintată, probabil în iulie 1122. Ea a fost înmormântată în mausoleul familiei Hauteville din abația Sfintei Treimi de la Venosa. Mormântul ei este singurul rămas intact până în ziua de azi.